# Бондаренко Станіслав Валерійович
Станісла́в Вале́рійович Бондаре́нко (народився 29 серпня 1987 р. в Запоріжжі) — український дзюдоїст та самбіст. Триразовий володар Кубків світу. Переможець командного Чемпіонату Європи. Майстер спорту міжнародного класу.
Виступає за спорттовариство «Динамо» України.
Тренери: Андрій Бондарчук, Андрій Курганський, Олександр Веритов.
Закінчив запорізький Класичний приватний університет за спеціальністю юрист-правознавець.

## Спортивні досягнення
- Переможець Кубків світу Варшава-2011, Прага-2010 і Улан-Батор-2009
- Срібний призер Кубку світу Мадрид-2012
- Бронзовий призер Гран-прі Баку-2011, Гран-прі Абу-Дабі-2010, Гран-прі Роттердам-2010 і Великого шолома Москва-2010
- Переможець командного Чемпіонату Європи Стамбул-2011
- Срібний призер Чемпіонату світу U20 серед юніорів Санто-Домінго (Домініканська Республіка) — 2006
- Срібний призер Чемпіонату Європи U23 серед молоді Загреб — 2008
- Бронзовий призер Чемпіонату Європи U23 серед молоді Зальцбург — 2007
- Бронзовий призер Чемпіонату Європи U23 серед молоді Анталья — 2009
- Чемпіон України — 2012